# Štěkeň
Štěkeň (en allemand : Steken, précédemment : Stiekna) est un bourg (městys) du district de Strakonice, dans la région de Bohême-du-Sud, en République tchèque. Sa population s'élevait à 824 habitants en 2020.

## Géographie
Štěkeň se trouve sur la rive gauche de l'Otava, un affluent de la Vltava, à 7 km à l'est de Strakonice, à 12 km à l'ouest-sud-ouest de Písek, à 48 km au nord-ouest de České Budějovice et à 96 km au sud-sud-ouest de Prague.
La commune est limitée par Přešťovice à l'ouest et au nord, par Dobev et Kestřany à l'est, et par Čejetice et Strakonice au sud.

## Histoire
La première mention écrite du village date de 1318.

## Administration
La commune se compose de deux quartiers :
- Štěkeň
- Vítkov (comprend le hameau de Nové Kestřany)